# 상제
제(帝)는 중국의 최고신으로서, 중국의 군주인 천자가 제사를 지내는 대상이다. 천제(天帝), 황천상제(皇天上帝), 호천상제(昊天上帝)라고도 하였으며, 민간에서는 상천(上天), 노천(老天), 노천옹(老天爺), 천주(天主) 등으로도 불리었다. 제 신앙은 고대 중국의 하늘 신앙(창천, 호천)과 북극성 신앙(북진, 제성)에서 비롯되었다. 호천이란 하늘이 넓음을 말하고, 창천이란 하늘이 푸름을 말한다. 지상의 천자보다 더 존귀하므로 상제(上帝)라고도 한다. 한편 북진의 별들은 다른 뭇 별들로 둘러싸여 가장 존귀하며, 그 북진 중에서도 중추인 자미궁은 상제의 거처이다.

갑골문 帝

갑골문을 보면 본래 “제(帝)”란 상나라의 최고신을 의미하는 용어였다. 제는 전쟁, 수확, 날씨, 재해를 비롯한 국가의 운명을 통제하는 존재였다. 그런데 하늘은 아득하고 초연한 것이기에 보통 범인들이 직접 숭배할 수 없었고, 상나라 임금은 하늘신 제를 숭배할 수 있는 의례의 유일한 집전자였다. 또한 상나라 임금은 그 조상들이 제와 함께한다고 선언하고 이렇게 신격화된 역대 임금을 또한 제라고 불렀다. 즉 상대의 제는 하늘신이자 왕가의 조상신이었다. 삼황오제도 이런 조상신의 성격을 가진 신격들이었으며, 훗날 춘추전국시대의 왕실들도 황제, 전욱, 제곡 같은 전설상의 제들이 자기 조상이라고 주장했다. 상나라 중후기에 이르면 살아 있는 임금도 “제”라고도 부르면서 “제”라는 말에는 사람의 임금(人王)을 가리키는 뜻이 추가되었다.
한편, 서쪽의 주나라에서 믿은 하늘신은 “천(天)”이었다. 은주혁명으로 주나라가 상나라를 멸한 뒤 “천”과 “제”가 융합되어 “호천상제/황천상제/천종상제”가 되었고, 주 왕실은 천명 이데올로기를 자기 통치의 정당성으로 내세웠다. 이는 곧 임금은 하늘의 뜻을 받은 천자로서 하민(下民)을 다스리도록 되었다는 것이었다. 상술한 것과 같이 본래의 “상제”는 상나라의 조상신의 성격이 강한 인격신이었으나, 은주혁명으로 성립된 “천제”는 특정한 왕가에 귀속된 것이 아닌 추상화된 도덕적 힘이자 인왕이 실덕하면 새로운 왕조를 개창할 것을 허락해 주는 존재로 재정의되었다.
은주혁명 이후에도 은나라 귀족들은 주나라의 신직(神职)을 맡았고, 삼감의 난 이후 낙읍으로 이동해서 예악을 계승했다. 이러한 은나라 하급귀족들이 사족(士族)으로 발전하여 지배층에게 제례규범을 조언하는 존재가 되었다. 예악이 붕괴된 이후 공자는 예악의 부흥을 위해 유교를 탄생시켰고, 유교 경전은 천제신앙의 초기 전통을 기록하고 정리한 것으로서 성립되었다.